# 索姆莫
索姆莫（義大利語：Sommo），是意大利帕维亚省的一个市镇。总面积14平方公里，人口1115人，人口密度79.6人/平方公里（2009年）。国家统计（ISTAT）代码为018151。